# Кобб, Ричард
Ри́чард Кобб (англ. Richard Cobb, 20 мая 1917, Лондон — 15 января 1996, Абингдон (Англия)) — британский историк, специалист по изучению истории Французской революции, и эссеист. Автор фундаментального труда о революционных армиях во Франции конца XVIII века, многочисленных исследований по истории повседневности и микроистории Франции революционной эпохи, а также ряда сборников эссе.

## Биография
Родился в семье чиновника. По окончании школы год прожил во Франции, изучая её язык и культуру. В 1935 году поступил в Оксфордский университет, который окончил в 1938 году. Был сторонником Народного фронта. Во время чехословацкого кризиса 1938 года поддержал заключение Мюнхенского соглашения. Во время Второй мировой войны служил в британской армии. После демобилизации поселился во Франции, где прожил девять лет, занимаясь историческими исследованиями. Входил в круг ведущего марксистского историка Французской революции А. Собуля, хотя и не разделял его марксистские взгляды. Пытался получить французское гражданство, но потерпел неудачу. В 1955 году вернулся в Великобританию. Преподавал историю в университетах Аберистуита (Уэльс), затем — Лидса. C 1962 года работал в Оксфордском университете. Продолжал регулярно посещать Францию для проведения архивных исследований. Первые свои монографии, в том числе фундаментальный труд «Революционные армии», опубликовал на французском языке.
Изучая революцию «снизу», как и французские историки-марксисты, Кобб разошелся с ними в оценках революционного «народного движения». В результате своих исследований он пришел к заключению, что революция была делом рук меньшинства — достаточно узкого круга революционных активистов при пассивном отношении к ней основной массы народа. Его выводы вызвали крайне негативную реакцию левых историков круга Собуля и привели к разрыву отношений между ними и Коббом.
Помимо исторических трудов, Кобб опубликовал также ряд сборников эссе о Франции, где в частности широко представлены его автобиографические мотивы. Последнюю книгу своих мемуаров «Конец линии жизни» он завершил за два дня до смерти.
В 1978 году удостоен звания Командора Ордена Британской империи, а в 1984 году — Ордена Почетного Легиона.

## Отношения Кобба с советскими историками
Демократ и антифашист, Кобб питал живой интерес к ранним работам советских историков о Французской революции. Особенно высоко он ценил написанные в 1920-е годы труды Я. М. Захера о «бешеных». Вскоре после возвращения Захера в 1956 году из лагеря Кобб вступил с ним в активную дружескую переписку, в которой знакомил с новыми публикациями зарубежных коллег и делился своими соображениями по актуальным для мировой историографии вопросам изучения Французской революции. Эта переписка продолжалась до самой смерти советского ученого в 1963 году.
Отход Кобба в 1970-е годы от корпорации французских левых историков, группировавшихся вокруг Собуля, был воспринят лидерами советской историографии Французской революции А. З. Манфредом и В. М. Далиным как идеологическая измена. В своих историографических работах они называли Кобба «злобным врагом прогрессивной исторической науки» и «анархо-индивидуалистом».
Критическая позиция А. В. Адо в отношении Кобба имела более личностный характер, поскольку этот советский историк непосредственно входил в тот дружеский круг Собуля, который покинул Кобб.
Волне критики Кобба со стороны своих коллег пытался противостоять только ученик Захера А. В. Гордон, призывавший к более взвешенной и уважительной оценке научного творчества британского историка.

## Основные труды
- Les armées révolutionnaires: instrument de la Terreur dans les départements : avril 1793 — floréal an II. 2 vol. Paris; La Haye, 1961—1963.
- Terreur et subsistances, 1793—1795. Rennes, 1965.
- A Second identity, essays on France and French history. London, New York, Toronto, 1969.
- The Police and the people, French popular protest, 1789—1820. Oxford, 1970.
- Reactions to the French Revolution. London, New York, Toronto, 1972.
- Paris and its provinces, 1792—1892. London ; New York ; Toronto, 1975.
- Tour de France. London, 1976.
- Death in Paris: the records of the Basse-Geôle de la Seine, October 1795-September 1801, Vendémiaire Year IV-Fructidor Year IX. Oxford; New York ; Toronto, 1978.
- Promenades: a historian’s appreciation of modern French literature. Oxford; New York; Toronto, 1980.
- French and Germans, Germans and French: a personal interpretation of under two occupations, 1914—1918, 1940—1944. Hanover; London, 1983.
- The French and their revolution: selected writings. New York, 1998.